# Muzeum Isabelly Stewartové Gardnerové
Muzeum Isabelly Stewartové Gardnerové (anglicky Isabella Stewart Gardner Museum) je galerie v Bostonu v USA, zaměřená na staré evropské umění. Vznikla roku 1903 díky mecenášce a sběratelce Isabelle Stewartové Gardnerové (1840–1924), která sem umístila svoji sbírku umění.

## Krádež v roce 1990
Dne 18. března 1990 bylo z muzea odcizeno 13 uměleckých děl, zejména obrazů – mimo jiné tři obrazy Rembrandtovy, pět kreseb Degase a po jednom obraze od Vermeera, Maneta a Flincka; celková hodnota odcizených děl se nyní odhaduje na 500 milionů dolarů. Obrazy nebyly doposud vypátrány, a to i navzdory vypsané odměně ve výši 10 milionů dolarů; tento incident tak zůstává největší nevyřešenou uměleckou krádeží vůbec.

## Galerie

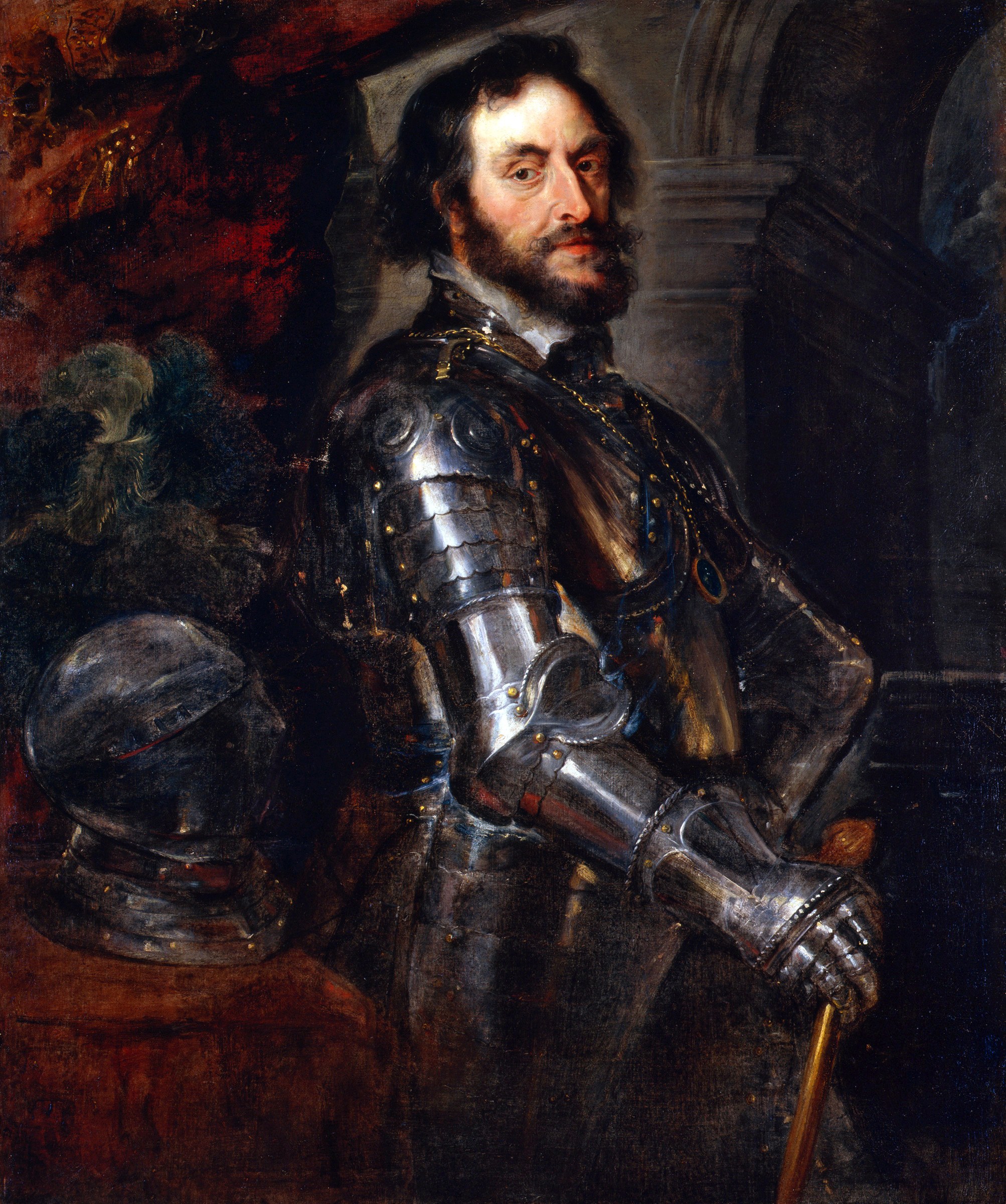
Rubens: Thomas Howard
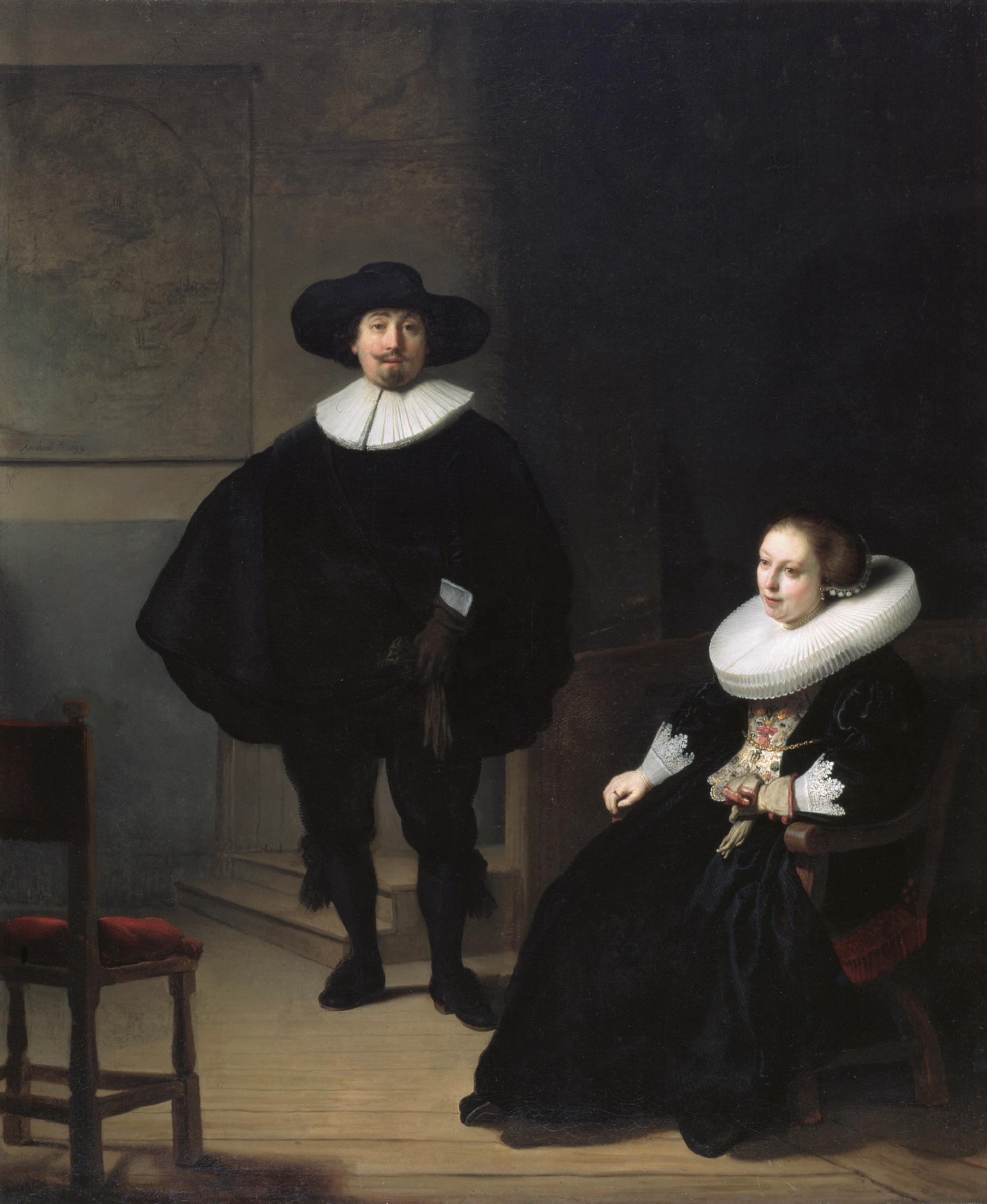
Rembrandt: Pán a paní v černém
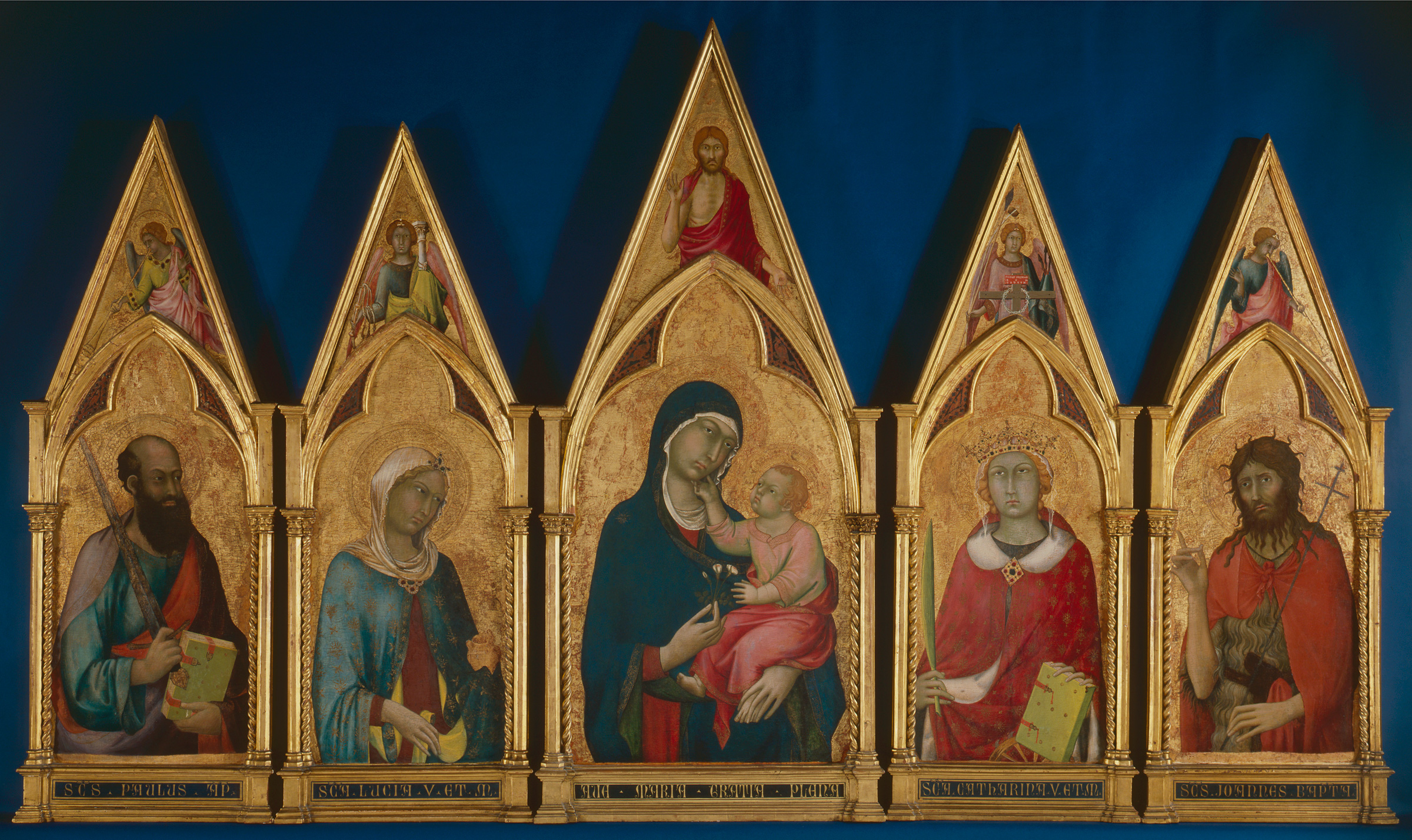
Simone Martini: Bostonský polyptich
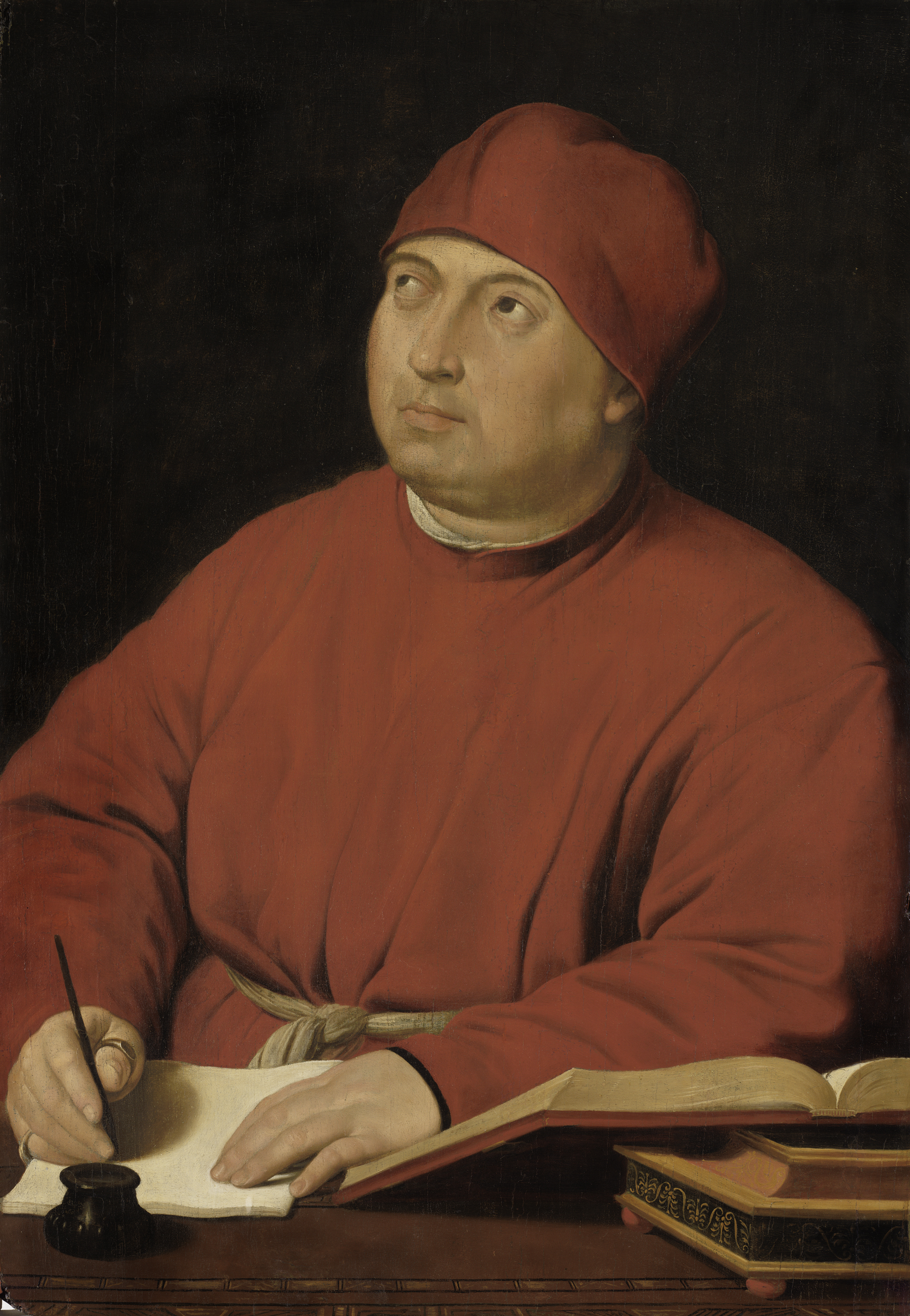
Raffael (?): Tommasso Inghirami
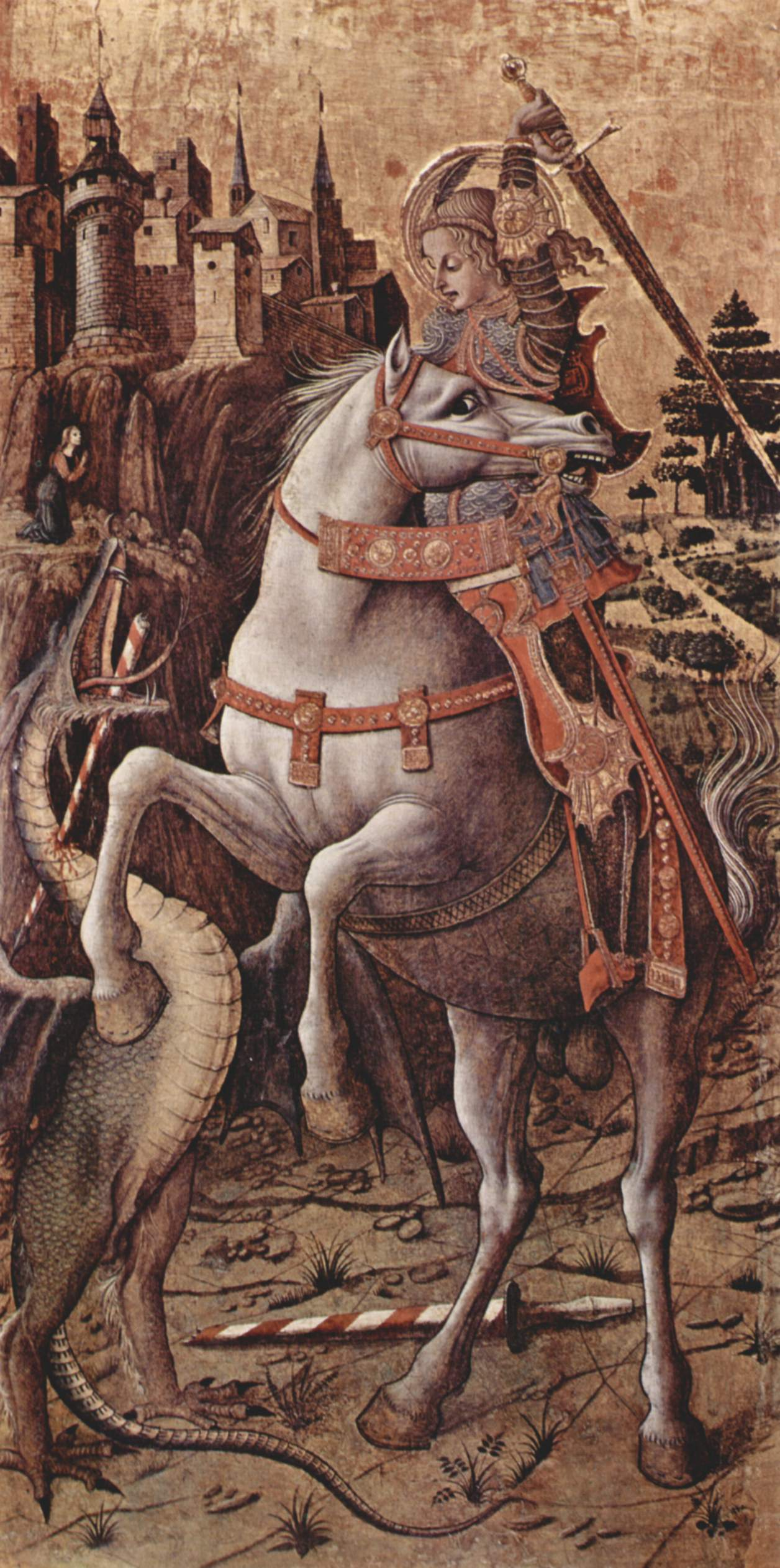
Carlo Crivelli: Sv. Jiří
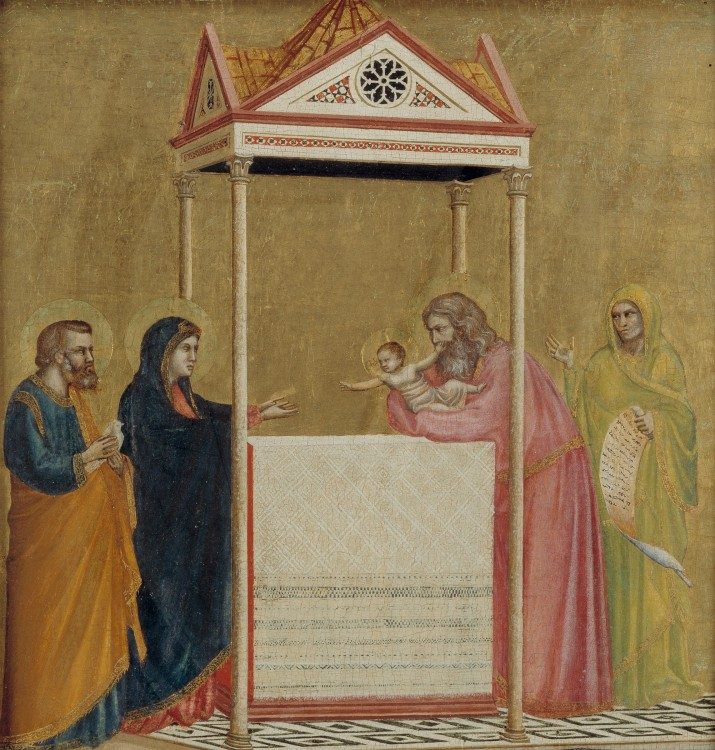
Giotto: Uvedení Páně do chrámu
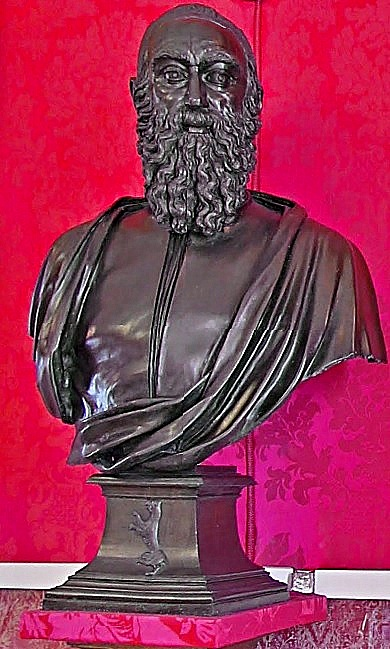
Cellini: Bindo Altoviti
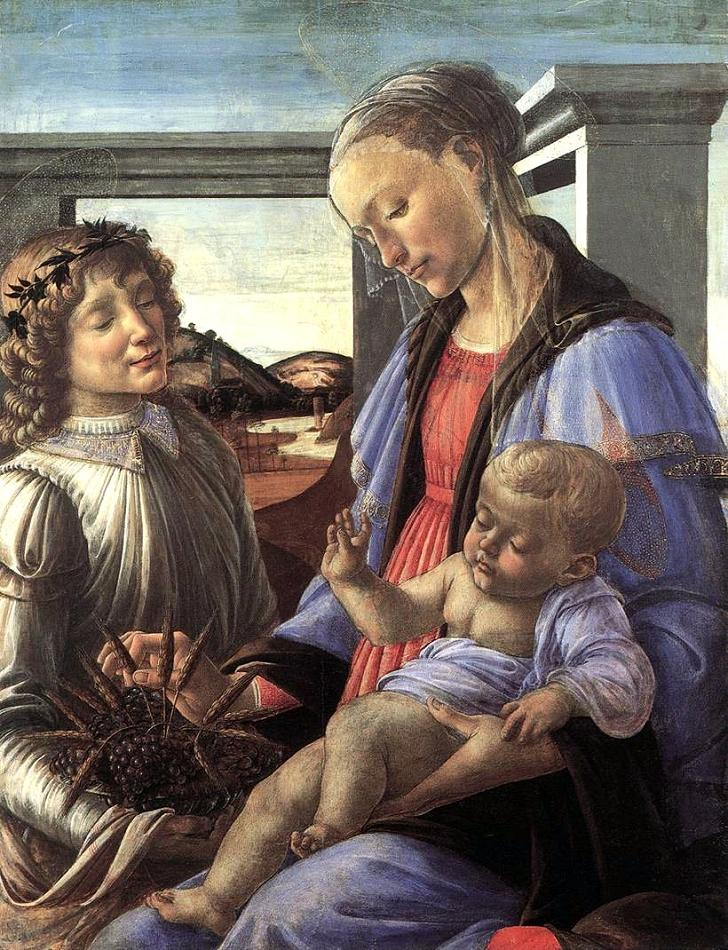
Sandro Botticelli: Eucharistická madona